# Rue Henri Jacobs
Pour les articles homonymes, voir Henri et Jacobs.
La rue Henri Jacobs (en néerlandais : Henri Jacobsstraat) est une rue bruxelloise de la commune de Schaerbeek qui va de la rue Docteur Élie Lambotte à la chaussée de Haecht en passant par le square Apollo, la rue Stijn Streuvels et la rue Richard Vandevelde.

## Histoire et description
La rue porte le nom d'un architecte belge de la période Art nouveau, Henri Jacobs, né à Saint-Josse-ten-Noode le 3 décembre 1864 et décédé à Schaerbeek le 19 novembre 1935.
La numérotation des habitations va de 1 à 57 pour le côté impair et de 2 à 86 pour le côté pair.